# Kamikaze (banda)
Kamikaze es una banda argentina de heavy metal formada en Buenos Aires en 1985, especialmente activa durante la segunda mitad de los 80s y principios de los 90s. 
El grupo se reunió en el año 2003 por un breve período, tras 11 años de separación, retornando una vez más en el 2010 y continuando hasta la actualidad.

## Historia

### Inicios
A mediados de la década de 1980 el panorama del heavy metal argentino no estaba pasando por su mejor momento, ya que grupos puntales de la escena como Riff y V8 tuvieron un período de inactividad. 
Pese a ello, hubo músicos como Enrique Gómez Yafal y Miguel Ángel Oropeza —exmiembros del grupo 100DB en voz y guitarra respectivamente— que decidieron armar una banda, la cual vendría a constituirse en Kamikaze, con el agregado de Gustavo Perugino en bajo y Claudio Gabriel Parolari en batería.
Durante 1986 desplegaron bastante actividad, pero sin lugar a dudas, 1987 fue el año consagratorio para el grupo, un año en que comenzarían a cosechar los frutos de su empeño y devoción, obteniendo un lugar destacado dentro del espectro del heavy metal local.

#### No me detendrán(1987-1988)
El 14 de noviembre del '87 se presentaron en el Teatro Roca de Buenos Aires, en el marco del ciclo Rock de Primera, espectáculo que luego sería elegido por el público de la revista Metal como el mejor del año, superando a unos retornados V8 con su show en el Pub Gasoline —en el año de su separación— y al debut de Rata Blanca en la Sala Luz y Fuerza.
Para ese entonces Gustavo Perugino ya se había alejado de la banda, y el encargado de suplantarlo fue Roberto "California" Cosseddu —ex Punto Rojo y Magnum 44— cambio que favoreció a Kamikaze ya que fue elegido mejor bajista ese año.
En junio de 1988 participaron del festival Halley en Obras, junto a Alakrán, JAF, Rata Blanca y Alvacast (de Uruguay). A los pocos meses se editó el álbum debut, No me detendrán, cuyos temas pronto se convirtieron en verdaderos clásicos del Metal argentino, con temas como "No me detendrán", "A fuego y metal", "Sacerdote equivocado", "Mira hacia lo alto" o "En el final", entre otros.
El cierre de año fue auspicioso, al dar un exitoso show en el reducto Palladium, el 3 de diciembre de 1988, ante una multitud de seguidores. Esto les significaría ganar nuevamente la categoría de mejor show del año, según la revista Metal, superando a los que hicieran tanto Rata Blanca en el Teatro Alfil como presentación de su álbum debut, o al de Alakrán en el Pub Halley. Este show es recordado por los fans como uno de los mejores de Kamikaze.[cita requerida]
En la encuesta nacional de la ya mencionada revista Metal de 1988 repitieron el éxito del año anterior, con siete primeros puestos y varias segundas posiciones. El disco No me detendrán, editado por el pequeño sello Magnatape, superó al de Rata Blanca en la encuesta, pero no así en las ventas. La banda liderada por Walter Giardino estaba a punto de revolucionar la popularidad del rock pesado argentino, situación que se vería reflejada en la encuesta de 1989.

#### Víctima del rock(1989)
En 1989 se incorporó otro guitarrista a la banda, el virtuoso Daniel Telis —ex Mordaz y El Reloj—. Hicieron algunos shows pero pronto la banda sufrió un revés muy importante ya que Miguel Oropeza, guitarrista y miembro fundador, abandonó la agrupación en medio de las grabaciones de su segundo disco. Martín Knye —ex LZ2— ocupó su lugar, pero esto retrasó la edición del material hasta fines de año. 
El disco fue titulado Víctima del rock, y fue editado por la multinacional RCA Records. Salió a la calle en un mal momento del país, ya que se vivía una aguda crisis económica, en plena época de hiperinflación, situación qué perjudicó notablemente sus ventas.
Cuestiones al margen, el material era de calidad, aunque se apreciaba que la banda había virado hacia un estilo más comercial y cercano al pop metal razón por la cual Miguel Oropeza se aleja de la banda, ya que este último apostaba a mantener el sonido heavy metal clásico.
Ese año Kamikaze no pudo mantener su lugar de privilegio en la preferencia de los cultores del metal, ya que Rata Blanca había cambiado de vocalista y continuaba su ascenso imparable. La encuesta nacional del año 1989, mostró precisamente a Rata Blanca ocupando las primeras posiciones y a Kamikaze relegado a un segundo puesto, e incluso tercero en algunos rubros, ya que otro número fuerte de 1989 fue el grupo Alakrán, que había logrado editar su primer álbum, Vagabundear a mediados de año.

«Creo que en la banda no se entendió una cosa, Kamikaze nunca iba a ser la banda más popular, por el tipo de público que teníamos y por el tipo de música que hacíamos.

Nosotros queríamos llenar River inmediatamente, y visto a la distancia, era un poco menos la cantidad de gente que nos veía en comparación con otras bandas. Pero el público que nos seguía le prestaba más atención a ciertos detalles.» 

Enrique Gómez Yafal.

### Principio de los 90s y separación
En 1990 Claudio Parolari y Roberto Cosseddu abandonaron las filas de la agrupación, y solo quedó el vocalista de la alineación original. Luego de la incorporación de nuevos músicos, comenzaron la grabación de una nueva placa. 
En septiembre participaron de una nueva edición del festival Halley en Obras, ante 4.000 almas que se dieron cita para ver además a Rata Blanca, Alakrán, JAF, Lethal y Alvacast. 
Para los músicos de Kamikaze este fue el mejor show que dieron. El 3 de noviembre cerraron el festival Metal en Acción en el estadio cubierto de Vélez Sarsfield, junto a bandas como los progresivos 2112, Horcas, Lethal, Hermética, Alakrán y Riff. 

« Kamikaze fue una gran banda, que se destacaba por su música llena de melodía en las voces y en los arreglos, pirotecnia al por mayor en las violas, y unos terribles problemas de sonido en vivo. Era muy difícil hacer sonar como queríamos a una banda con dos violeros líderes, y con un volumen terrible desde arriba del escenario, pocas veces lo logramos, una fue en Halley en Obras, donde nos llevamos los laureles.»

 Daniel Telis.
Biografía de Kamikaze.

Gómez Yafal, junto a los guitarristas Daniel Telis y Martín Knye, más el bajista Horacio Pinasco y el baterista Jorge Cimino grabaron el tercer álbum, Kamikaze 3, cuya gestación les insumió nueve meses. Un álbum sonoramente mucho más fuerte que el anterior, que les valió la elección como mejor disco del año, aun cuando su actividad en vivo había sido escasa. Lo presentaron en un teatro a sala llena, pero pronto la banda perdió su poder de convocatoria, justo cuando pasaba por su mejor momento musical.
Una anécdota de este año, recordada con simpatía por todos los seguidores de la banda, es aquella ocasión en que apenas comenzado un concierto, Enrique Gómez Yafal hizo su entrada al escenario subido a una moto, cual émulo de Rob Halford, con tan mala suerte que se cayó y la moto destrozó la pedalera de uno de los guitarristas.
El trío compositivo Yafal-Knye-Telis no se ponía de acuerdo respecto a los pasos a seguir. Enrique quería hacer un cuarto disco, pero el resto de los músicos no, así que finalmente a mediados de 1992 Kamikaze, sonando mejor que nunca se desintegró, con la particularidad de que pese a su trayectoria, jamás fue tapa de una revista.
Después de la separación de Kamikaze, Daniel Telis tocó junto a Adrián Barilari y Hugo Bistolfi en la primera formación de Alianza, participando del primer disco, Sueños del Mundo; comenzando luego su carrera solista con su banda Daniel Telis Project. Martín Knye, por su parte, armó su proyecto solista, Martín Knye Magiar hacia fines de los 90s, lanzando el álbum Twister en el año 2000. En cuanto a Horacio Pinasco, se convirtió en el bajista de Humanimal, la banda del guitarrista Pablo Soler, mientras que Enrique Gómez Yafal pasó a formar parte del grupo Cuero.

« Seguramente los escenarios grandes nos beneficiaban y era donde nos sentíamos más cómodos. Fue una banda de trabajo en común y muy democrática, donde las decisiones a veces se complicaban al tener tantas almas líderes. Quizás esto fue lo que nos llevó a una separación, ya que en el último tiempo cada uno de nosotros, sobre todo Yafal, Knye y yo, teníamos metas artísticas diferentes. Por otro lado creo que fue lo más sano, ya que hoy me une a ellos la mejor onda y jamás llegamos a una pelea. Creo que si todavía se habla de nosotros es porque algo bueno hicimos.»
 Daniel Telis.
Biografía de Kamikaze.

### Reunión de Kamikaze y nuevo álbum
Durante el 2003 se reeditaron No me detendrán, Víctima del rock y Kamikaze 3 en formato CD bajo el Sello 4G, y el grupo tocó en el local Hangar con la formación de Gómez Yafal, Oropeza, Cosseddu y Parolari, ante algunos viejos seguidores, y muchos que veían al grupo en vivo por primera vez. Enrique Gómez Yafal comentó al respecto que "Había una necesidad de volver a tocar juntos, porque si bien anteriormente lo habíamos hecho en salas de ensayo y hasta en alguna fiesta privada, ahora decidimos regresar con todo"
El 5 de marzo de 2004 se había programado un segundo show en Hangar como comienzo de una gira nacional, pero Enrique a último momento desistió de participar. En su reemplazo, desfilaron grandes cantantes del heavy metal argentino como invitados: Carlos Cabral, de Tren Loco, con "Todo el tiempo vigilas" y "De metal"; Javier Barrozo, ex-Lörihen, siguió con "En el final" y "Dueño de los Cielos"; Juan Soto, de Humanimal, hizo lo propio con "Víctima del rock" y alguno de los temas inéditos; mientras que Cristian Bertoncelli de Renacer cantó "Sacerdote equivocado" y "Mira hacia lo alto". El último fue Tito García de Lethal, con "Escucha el silencio", "En la red" y "A fuego y metal". Como broche de oro, salieron todos juntos a cantar "No me detendrán", tema en el que su unió también el "Topo" Yáñez de Horcas en bajo.

En el año 2011 Miguel Ángel Oropeza, uno de los fundadores de Kamikaze y coautor de los mayores éxitos, reorganiza la banda y lanza un nuevo disco Dueño de los cielos por el sello Icarus, con la formación de Roberto Fratticelli en voz, Miguel Oropeza en guitarra, Roberto Cosseddu en bajo y Roberto Ruiz en batería. Este disco fue presentado en The Roxy y grabado en DVD, con un sonido impecable y video de alta definición.
En el año 2015 el bajista Roberto Cosseddu deja la banda y es reemplazado por Javier "Yetti" González, que junto a Claudio Parolari en batería, forman una sólida base rítmica musical, adecuada a las nuevas composiciones de Kamikaze.
En el 2017 Roberto Fraticelli es reemplazado por el talentoso vocalista Nicolás Tobar (ex Centurio), completando la actual formación de la banda que queda con dos de sus miembros fundadores, Miguel Oropeza en guitarra y Claudio Parolari en batería.
En la actualidad, siguen haciendo presentaciones y trabajando en su quinto disco de estudio.

### Proyectos paralelos
En el año 2012 surge otra banda relacionada con Kamikaze, KZ4!. Suerte de desprendimiento del grupo original, compuesto por algunos de los exmiembros más representativos de la banda durante toda su carrera.
Esta alineación estuvo conformada por Enrique Gómez Yafal en voz, Daniel Telis y Martin Knye en guitarras, Claudio Parolari en batería y Horacio Pinasco en bajo. En diciembre de 2013 lanzan el álbum Cadenas, luego en 2015 se separan por diferencias de criterios.

## Miembros

### Última formación conocida
- Miguel Ángel Oropeza - Guitarra ( Krudo,Bloke, 100DB, Reisen Zero)
- Javier "El Yetti" González - Bajo  (Hostil)
- Claudio Parolari - Batería (KZ4!)
- Nicolas Tobar - Voz (Centurio)

### Miembros anteriores
- Enrique Gómez Yafal - Voz (Yafal Power Trio, Cuero, KZ4!)
- Roberto Cosseddu - Bajo (JAF, KZ4!, Magnum 44, Reisen Zero)
- Augusto Speedy Méndez - Guitarra (Bloke)
- Gustavo Perugino - Bajo (Yafal Power Trio, Alto Voltaje, La Topadora, Té de Brujas)
- Martín Knye - Guitarra (KZ4!, LZ2, Martin Knye(Banda), Martin Knye-Magiar(Banda))
- Daniel Telis - Guitarra (Daniel Telis Project, El Reloj, Tren Loco, Animal, Barilari, KZ4!, Mordaz)
- Horacio Pinasco - Bajo (Humanimal, Delay, KZ4! )
- Jorge "Patón" Cimino - Batería (6L6)
- Roberto Ruiz - Batería (Mala Medicina, Reisen Zero)
- Marcelo Bartolozzi - Batería (Horcas, Jeriko, Rabia)
- Alen Villareal - Batería
- Roberto Fratticelli - Voz (El Reloj, Reisen Zero, Waterloo)

## Discografía
Álbumes
- 1988 - No me detendrán
- 1989 - Víctima del rock
- 1991 - Kamikaze 3
- 2011 - Dueño de los cielos

Sencillos
- 1987 - "No me detendrán / De metal"
- 1989 - "Víctima del rock / Estaré de pie"